# 릭 내시
리처드 맥래런 "릭" 내시(영어: Richard McLaren "Rick" Nash, 1984년 6월 16일~)는 캐나다의 은퇴한 아이스하키 선수로 포지션은 레프트윙이다. 현역 시절에는 내셔널 하키 리그(NHL)의 콜럼버스 블루재키츠와 뉴욕 레인저스, 보스턴 브루인스, 스위스 리그의 HC 다보스 소속으로 뛰었다.